# Diastylis oxyrhyncha
Diastylis oxyrhyncha är en kräftdjursart som beskrevs av John Todd Zimmer 1926. Diastylis oxyrhyncha ingår i släktet Diastylis och familjen Diastylidae. Inga underarter finns listade i Catalogue of Life.